# Gilan
Gilan (perz. گیلان; Gīlān, punim imenom استان گیلان; Ostān-e Gīlān) je jedna od 31 iranske pokrajine. Smještena je u sjevernom dijelu zemlje, a omeđena je Mazandaranom na istoku, Kazvinskom i Zandžanskom pokrajinom na jugu, Ardabilskom pokrajinom na zapadu, te Kaspijskim jezerom i suverenom državom Azerbajdžan na sjeveru. Gilan ima površinu od 14.042 km², a prema popisu stanovništva iz 2006. godine u pokrajini je živjelo 2,381.063 stanovnika. Sjedište Gilana nalazi se u gradu Raštu.

## Okruzi
- Amlaški okrug
- Anzalijski okrug
- Astane-je Ašrafijski okrug
- Astarinski okrug
- Fumanski okrug
- Lahidžanski okrug
- Langrudski okrug
- Masalski okrug
- Raštanski okrug
- Rezvanšaherski okrug
- Rudbarski okrug
- Rudsarski okrug
- Šaftski okrug
- Sijahkalski okrug
- Sovme'e-sarski okrug
- Taleški okrug

## Vanjske poveznice
- (perz.) Službene stranice Gilana

Ostali projekti
|  | Zajednički poslužitelj ima još gradiva o temi Gilan |